# Сабанчі (Аургазинський район)
Сабанчі́ (рос. Сабанчи, башк. Һабансы) — присілок у складі Аургазинського району Башкортостану, Росія. Входить до складу Батирівської сільської ради.
Населення — 8 осіб (2010; 9 в 2002).
Національний склад:
- башкири — 78%